# Cliff Parsley
Cliff Parsley (* 26. Dezember 1954 in Kansas City, Missouri) ist ein ehemaliger US-amerikanischer American-Football-Spieler auf der Position des Punters. Er spielte seine gesamte Karriere für die Houston Oilers in der National Football League (NFL).

## Frühe Jahre
Parsley ging auf die Oklahoma State University – Stillwater.

## NFL
Parsley wurde im NFL-Draft 1977 von den Houston Oilers in der sechsten Runde an 147. Stelle unter Vertrag genommen. Hier spielte er seine gesamte Karriere, bis 1982, für sechs Spieljahre. Am 3. Dezember 1982 wurde er während der laufenden Saison entlassen.